# Wieniedikt Jerofiejew

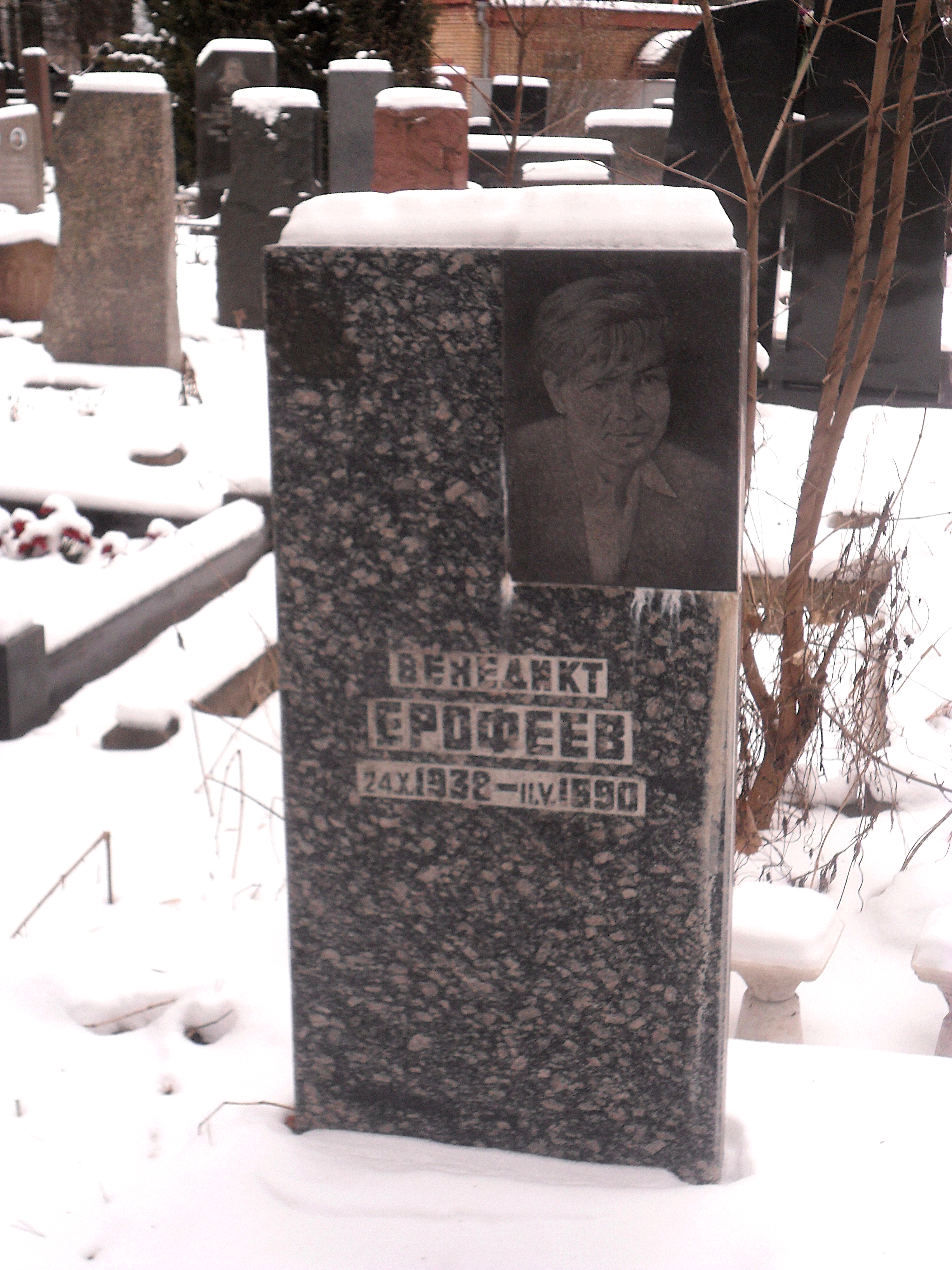
Nagrobek Jerofiejewa na Cmentarzu Kuncewskim w Moskwie

Wieniedikt Wasiljewicz Jerofiejew (ros. Венедикт Васильевич Ерофеев) (ur. 24 października 1938 w Niwa-2, ZSRR, zm. 11 maja 1990 w Moskwie) – rosyjski pisarz i dramaturg. Autor utworów ukazujących satyryczno-groteskowy wizerunek sowieckich realiów społeczno-obyczajowych i politycznych. Najbardziej znany z poematu prozą Moskwa-Pietuszki.

## Życiorys
Dzieciństwo spędził na północy Rosji, w biednej rodzinie kolejarskiej mieszkającej przy stacji Pojakonda. Po zesłaniu ojca przebywał w domu dziecka w Kirowsku. Żyjąc w okresie zsyłek w obrębie koła podbiegunowego, na Półwyspie Kolskim, paradoksalnie dostąpił możliwości nauki pod okiem wykształconych nauczycieli wysyłanych tam przymusowo. Studia podejmował między innymi na Uniwersytecie Moskiewskim na wydziale filologicznym. Jako student Jerofiejew szukał wszelkich możliwych sposobów, aby uniknąć zajęć. Jego przyjaciele z okresu nauki na Uniwersytecie Moskiewskim wspominali, że Wieniedikt potrafił kupić trzy paczki pierogów syberyjskich i zjeść je na surowo. Objawy, jakie potem miał, wystarczyły, aby lekarz wypisał mu zwolnienie z powodu niestrawności. W końcu został wyrzucony z uczelni, ponieważ na ćwiczeniach wojskowych przyrównał pewnego majora do Göringa. Na kolejnych trzech uczelniach Jerofiejewowi nie szło wcale lepiej. Wciąż łamał regulamin panujący w akademikach, pijąc, demoralizując kolegów, odnosząc się chamsko w stosunku do nauczycieli, czytając i rozpowszechniając Biblię, którą w odróżnieniu od komunistycznych władz bardzo cenił. We Włodzimierskim Instytucie Pedagogicznym do tego stopnia zalazł wszystkim za skórę, że gazeta „Iskra komsomolska” zażądała wydalenia go na zawsze poza granicę. Pracował w około trzydziestu różnych zawodach, od kamieniarza po bibliotekarza, zaś swoje przemyślenia podczas robót w charakterze montera-łącznościowca, także te wynikające z problemu alkoholowego, opisał w utworze Moskwa-Pietuszki.
Przez długie lata jego twórczość była zakazana przez władze, krążyła w tak zwanym samizdacie, wydawana była jedynie za granicą. Dopiero pod koniec życia pisarz doczekał się powszechnej sławy w swym kraju.
W 1987 przyjął chrzest w katolickim kościele św. Ludwika w Moskwie.
Zmarł na raka krtani. Pochowany na Cmentarzu Kuncewskim.

## Upamiętnienie
W listopadzie 1998 w 60. rocznicę urodzin na Placu Borby (Walki) w pobliżu stacji Miendielejewskaja odsłonięto pomnik Jerofiejewa wyobrażający pisarza z walizką pełną butelek.

## Wybrana twórczość
- 1956–1958 – Zapiski psychopaty (ros. Записки психопата) – pamiętnik długo uważany za zaginiony, pierwszy raz opublikowany w 1995
- 1970 – Moskwa-Pietuszki (Москва – Петушки) – powieść opublikowana w latach 80. XX w.; polskie tłumaczenie Andrzej Drawicz. Poemat – jak nazwał go sam autor – z pozoru będący bezładnym zapisem myśli, spostrzeżeń, chaotycznych skojarzeń, delirycznych lęków i enigmatycznych wizji alkoholika, będącego w drodze do swej ukochanej. W rzeczywistości jest to poruszająca parabola ludzkiego losu, zabawna i przygnębiająca jednocześnie, posiadająca konstrukcję drogi krzyżowej.
- 1972 – Szostakowicz (Шостакович) – powieść o nieustalonym losie. Według słów Jerofiejewa utwór został skradziony podczas podróży pociągiem. W 1994 Sława Lon ogłosił, że rękopis cały czas znajdował się u niego i opublikował fragment, który przez większość literaturoznawców jest uważany za falsyfikat. Według przyjaciela Jerofiejewa – Władimira Murawjowa(inne języki) powieść nie istnieje, a historia została zmyślona przez samego pisarza.
- 1973 – Wasilij Rozanow oczami ekscentryka (Василий Розанов глазами эксцентрика) – eseje
- 1985 – Noc Walpurgi, albo kroki Komandora (Вальпургиева ночь, или шаги Командора) – dramat, którego akcja ma miejsce w szpitalu psychiatrycznym. Wrażliwy i inteligentny Lew Gurewicz zostaje uwięziony na jednym z oddziałów psychuszki, gdzie na wszelkie wątpliwości dotyczące otaczającej rzeczywistości aplikowana jest pacjentom sulfazyna okraszona obelgami i przemocą ze strony wszechwładnego personelu.
- 1985–1986 – Fanny Kapłan (Диссиденты, или Фанни Каплан) – dramat nieukończony
- 1988 – Moja maleńka leniniana (Моя маленькая лениниана) – esej; polskie tłumaczenie Katarzyna Krzyżewska[5]
- 1992 – Listy do siostry – listy Jerofiejewa do siostry Tamary Guszczynej
- Złote myśli
- Wariatem można być w każdym wieku